# Комбінована номенклатура Європейського Союзу
Комбінована номенклатура Європейського Союзу — система класифікації товарів, що використовується у зовнішній торгівлі країнами Європейського Союзу; розроблена на базі Гармонізованої системи кодування і опису товарів; введена в дію в 1988 р.
У ЄС використовуються наступні номенклатури:
- комбінована номенклатура — основа Загального митного тарифу, містить восьмизначні товарні коди;
- номенклатура ІТС — містить 10-значні коди, що вказуються при імпорті товарів, а також в статистичних цілях; іноді містить додаткові коди для позначення особливих заходів торгової політики (сільськогосподарські мита, антидемпінгові мита, заходи по контролю за товарами подвійного призначення, експортні відшкодування)[1].